# Goregrind
Goregrind este un subgen al muzicii grindcore și death metal.

## Istoric
În pofida impactului timpuriu al unor albume, cum ar fi Horrified al formației Repulsion și Ultimo Mondo Cannibale de Impetigo, originile genului încep cu formația Carcass, care și-a început cariera la sfârșitul nailor 1980. În perioada lor Reek of Putrefaction, Carcass utiliza schimbătoare de pas, imagistică medicala și mai multe asociații viscerale când a conceput inițial trupa, o abatere de la versurile politice sau de stânga utilizate în mod obișnuit pe scenele hardcore punk și grindcore.

## Listă de formații goregrind notabile
| Formația                     | Țara           | Înființare | Note              |
| ---------------------------- | -------------- | ---------- | ----------------- |
| Aborted                      | Belgia         | 1995       | [ 4 ]             |
| Carcass                      | Marea Britanie | 1985       | [ 1 ] [ 2 ] [ 5 ] |
| Cattle Decapitation          | Statele Unite  | 1996       | [ 6 ] [ 7 ] [ 8 ] |
| Cenotaph                     | Turcia         | 1994       | [ 9 ]             |
| The County Medical Examiners | Statele Unite  | 2001       | [ 2 ] [ 5 ]       |
| Dead Infection               | Polonia        | 1990       | [ 2 ] [ 3 ]       |
| Exhumed                      | Statele Unite  | 1990       | [ 1 ] [ 3 ]       |
| General Surgery              | Suedia         | 1988       | [ 1 ] [ 2 ] [ 5 ] |
| Haemorrhage                  | Spania         | 1990       | [ 2 ] [ 3 ]       |
| Impaled                      | Statele Unite  | 1997       | [ 1 ] [ 5 ]       |
| Impetigo                     | Statele Unite  | 1987       | [ 2 ] [ 5 ]       |
| Inhume                       | Olanda         | 1994       | [ 2 ]             |
| Last Days of Humanity        | Olanda         | 1989       | [ 1 ] [ 2 ] [ 5 ] |
| Machetazo                    | Spania         | 1994       | [ 10 ]            |
| Pathologist                  | Cehia          | 1990       | [ 3 ]             |
| Regurgitate                  | Suedia         | 1990       | [ 1 ] [ 5 ]       |
| Repulsion                    | Statele Unite  | 1984       | [ 2 ] [ 5 ]       |
| Xysma                        | Finlanda       | 1988       | [ 3 ]             |